# 圣莫里斯德塔韦尔诺勒
圣莫里斯-德塔韦尔诺勒（法語：Saint-Maurice-de-Tavernole，法語發音：[sɛ̃ moʁis də tavɛʁnɔl]）是法国滨海夏朗德省的一个旧市镇，位于该省南部，属于容扎克区。2016年1月1日，圣莫里斯-德塔韦尔诺勒和相邻的另外2个市镇合并为新市镇特雷夫勒河畔雷欧（Réaux sur Trèfle）。

## 地理
圣莫里斯德塔韦尔诺勒（45°28'48"N, 0°24'12"W）面积3.92 平方千米，位于法国新阿基坦大区滨海夏朗德省，该省份为法国西部滨海省份，北起旺代省，西临大西洋，南至吉倫特省，东南接多爾多涅省，东北接德塞夫勒省接壤，东临夏朗德省。
与圣莫里斯德塔韦尔诺勒接壤的市镇（或旧市镇、城区）包括：穆万、讷亚克、雷欧、圣日耳曼-德吕西尼昂。

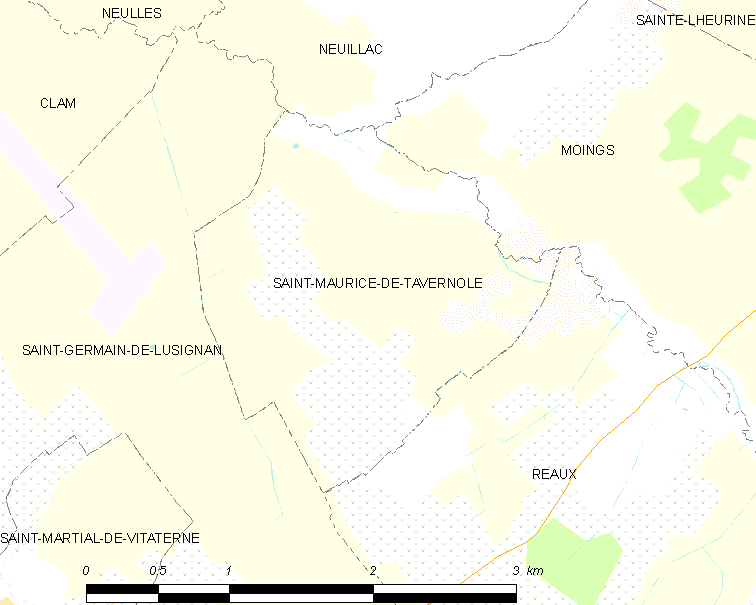
圣莫里斯德塔韦尔诺勒的OSM定位图

圣莫里斯德塔韦尔诺勒的时区为UTC+01:00、UTC+02:00（夏令时）。

## 行政
圣莫里斯德塔韦尔诺勒的邮政编码为17500，INSEE市镇编码为17371。

## 政治
圣莫里斯德塔韦尔诺勒所属的省级选区为容扎克县。

## 人口

1962-2008年间圣莫里斯德塔韦尔诺勒人口变化图示

圣莫里斯德塔韦尔诺勒于2013时的人口数量为136人。